# 매드 솔 차일드
매드 솔 차일드(Mad Soul Child)는 대한민국의 혼성 음악 그룹이다.

## 앨범

### 비정규 앨범
- 2009년 - 라라라
- 2010년 - Dear (영화 '아저씨' 삽입곡)
- 2010년 - Behind The Scene Collaboration With Calvin Klein Jeans
- 2011년 - TEN OST Part 1 (숨결)

### 예능
- 2019년 MBC 미스터리 음악쇼 복면가왕 - 내일이야... 개강! <참가자>